# 大正の玉手箱事件
大正の玉手箱事件（たいしょうのたまてばこじけん）とは、1917年（大正6年）に河口慧海の持ち帰った大蔵経の所有権をめぐり、青木文教と慧海との間で起こった論争・衝突である。
ダライ・ラマ13世に託された大蔵経写本カンギュルをめぐり、慧海は東京帝国大学に贈られたものと主張したのに対し、青木は自身が所属する西本願寺に贈られたものと主張、対立した。慧海は写本とともに西本願寺法主であった大谷光瑞にあてた小箱を託されており、真の帰属先を握る可能性がある小箱に準えて、慧海が自ら「大正の玉手箱」と称したとされる。